# L'Inconnu du gang des jeux
Pour plus de détails, voir Fiche technique et Distribution.
L'Inconnu du gang des jeux (Who's Got the Action?) est un film américain réalisé par Daniel Mann, sorti en 1962.

## Synopsis
Un avocat charismatique s'adonne à sa passion des paris hippiques jusqu'à parvenir à une dette importante. Sa femme, soupçonneuse qu'il entretienne une relation extra-conjugale, découvre le pot aux roses par le biais de son meilleur ami et décide d'agir. De ce fait, elle se glisse dans la peau d'un bookmaker anonyme dans le but de lui éviter une plus grosse déconvenue financière.

## Fiche technique
- Titre français : L'Inconnu du gang des jeux
- Titre original : Who's Got the Action?
- Réalisation : Daniel Mann
- Scénario : Jack Rose d'après le roman Four Horse Players Are Missing d'Alexander Rose
- Musique : George Duning
- Photographie : Joseph Ruttenberg
- Montage : Howard A. Smith
- Production : Jack Rose
- Société de production : Amro-Claude-Mea
- Société de distribution : Paramount Pictures
- Pays de production :  États-Unis
- Langue : Anglais
- Format : Couleur - Mono - 35 mm - 2.35:1
- Genre : Comédie
- Durée : 89 min
- Dates de sortie : 
  - États-Unis : 25 décembre 1962
  - France : 24 mai 1963

## Distribution
- Dean Martin (VF : Michel Gudin) : Steve Flood
- Lana Turner (VF : Claire Guibert) : Melanie Flood
- Eddie Albert (VF : William Sabatier) : Clint Morgan
- Walter Matthau (VF : Georges Aminel) : Tony Gagouts
- Nita Talbot (VF : Paule Emanuele) : Caroline Knight
- Paul Ford (VF : Claude Péran) : Le juge Boatwright
- Lewis Charles (VF : Henry Djanik) : Clutch
- John McGiver (VF : Maurice Dorléac) : Le juge Fogel
- Margo : Roza
- Jack Albertson (VF : Émile Duard) : L'officier Hodges
- Ned Glass (VF : Jean Berton) : Baldy
- Mack Gray (VF : Jean Clarieux) : un sbire de Tony Gagouts
- John Indrisano (VF : Jean Violette) : un sbire de Tony Gagouts
- Charles Watts (VF : René Fleur) : le juge John E. Swinsly
- Dan Tobin : M. Sanford

Acteurs non crédités
- Jay Adler : victime d'un accident de la route
- Joseph Vitale : barman